# Tengeri durbincsfélék

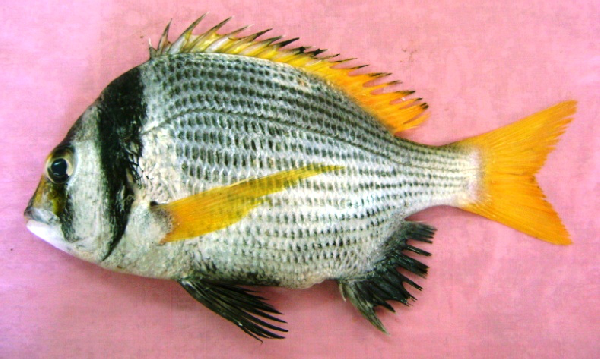
Acanthopagrus bifasciatus

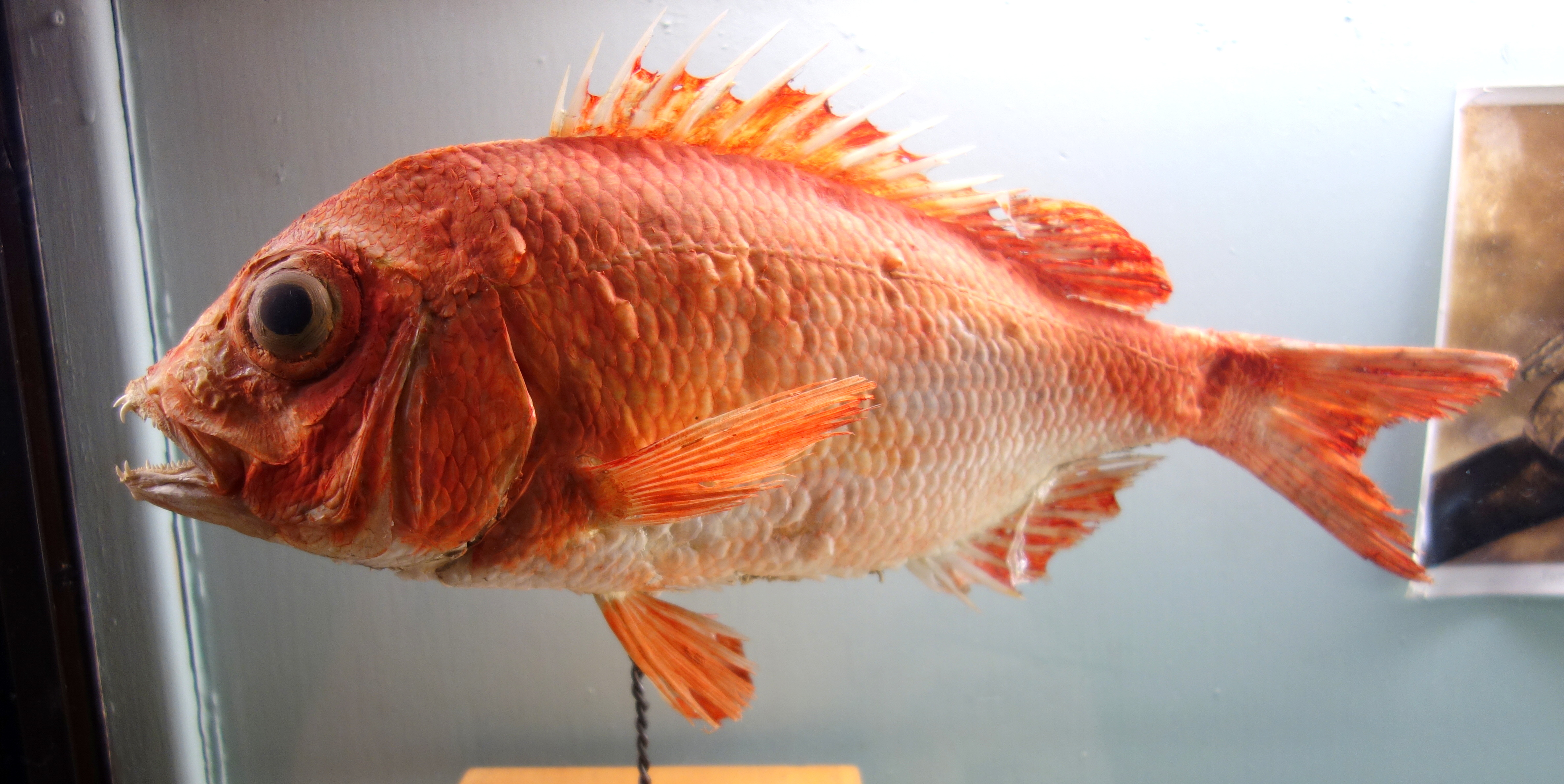
Dentex angolensis

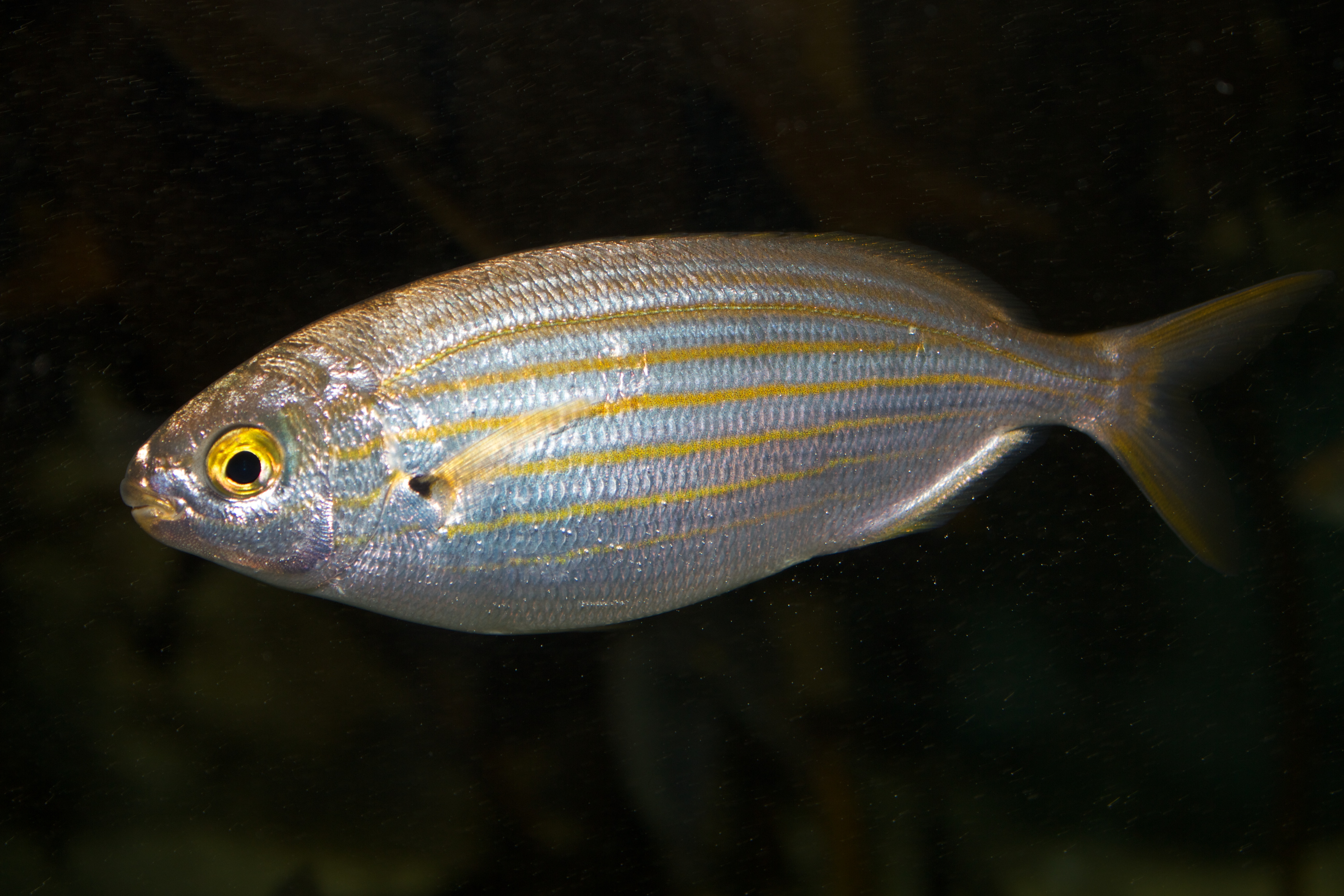
Sarpa salpa

A tengeri durbincsfélék (Sparidae) a csontos halak (Osteichthyes) főosztályának sugarasúszójú halak (Actinopterygii) osztályába, ezen belül a sügéralakúak (Perciformes) rendjébe tartozó család.
A tengeri durbincsfélék családjába 37 élő nem és 147 élő faj tartozik.
Korábban a Centracanthus és Spicara nemeket egy külön családba, a Centracanthidae-ba sorolták. 2014-ben Santini et al. áthelyezte a tengeri durbincsfélék közé e nemek fajait.

## Rendszerezésük
A családba az alábbi 37 halnem tartozik:
- Acanthopagrus Peters, 1855 - 20 faj
- Archosargus Gill, 1865 - 3 faj
- Argyrops Swainson, 1839 - 4 faj
- Argyrozona Smith, 1938 - 1 faj
  - Argyrozona argyrozona (Valenciennes, 1830)
- Boops Cuvier, 1814 - 2 faj
- Boopsoidea Castelnau, 1861 - 1 faj
  - Boopsoidea inornata Castelnau, 1861
- Calamus Swainson, 1839 - 13 faj
- Centracanthus Rafinesque, 1810 - 1 faj
  - Centracanthus cirrus Rafinesque, 1810
- Cheimerius Smith, 1938 - 2 faj
- Chrysoblephus Swainson, 1839 - 6 faj
- Crenidens Valenciennes in G. Cuvier, 1830 - 1 faj
  - Crenidens crenidens (Forsskål, 1775)
- Cymatoceps Smith, 1938 - 1 faj
  - Cymatoceps nasutus (Castelnau, 1861)
- Dentex Cuvier, 1814 - 13 faj
- Diplodus Rafinesque, 1810 - 21 faj
- Evynnis Jordan & Thompson, 1912 - 3 faj
- Gymnocrotaphus Günther, 1859 - 1 faj
  - Gymnocrotaphus curvidens Günther, 1859
- Lagodon Holbrook, 1855 - 1 faj
  - Lagodon rhomboides (Linnaeus, 1766)
- Lithognathus Swainson, 1839 - 4 faj
- Oblada Cuvier, 1938 - 1 faj
  - Oblada melanura (Linnaeus, 1758)
- Pachymetopon Günther, 1859 - 3 faj
- Pagellus Valenciennes in Cuvier & Valenciennes, 1830 - 6 faj
- Pagrus Cuvier, 1816 - 6 faj
- Parargyrops Tanaka, 1916 - 1 faj
  - Parargyrops edita Tanaka, 1916
- Petrus Smith, 1938 - 1 faj
  - Petrus rupestris (Valenciennes, 1830)
- Polyamblyodon Norman, 1935 - 2 faj
- Polysteganus Klunzinger, 1870: 763 - 5 faj
- Porcostoma Smith, 1938 - 1 faj
  - Porcostoma dentata (Gilchrist & Thompson, 1908)
- Pterogymnus Smith, 1938 - 1 faj
  - Pterogymnus laniarius (Valenciennes, 1830)
- Rhabdosargus Fowler, 1933 - 5 faj
- Sarpa Bonaparte, 1831 - 1 faj
  - magashátú durbincs (Sarpa salpa) (Linnaeus, 1758)
- Sparidentex Munro, 1948 - 1 faj
  - Sparidentex hasta (Valenciennes, 1830)
- Sparodon Smith, 1938 - 1 faj
  - Sparodon durbanensis (Castelnau, 1861)
- Sparus Linnaeus, 1758 - 1 faj
  - Sparus aurata Linnaeus, 1758
- Spicara Rafinesque, 1810 - 8 faj
- Spondyliosoma Cantor, 1849 - 2 faj
- Stenotomus Gill, 1865 - 2 faj
- Virididentex Poll, 1971 - 1 faj
  - Virididentex acromegalus (Osório, 1911)